# パイ インターナショナル
パイ インターナショナル（PIE International）は、東京都豊島区南大塚に本社を置く日本の出版社。
2017年1月3日、PIE BOOKS（ピエ・ブックス）のブランド名で出版事業を行っていたピエ株式会社と合併。パイ インターナショナルを存続会社、ピエ株式会社を消滅会社とする吸収合併が行われた。

## 刊行物
- プロのデザインルールシリーズ
- デザインスタイルシリーズ
- 暮らしのアイデア帖シリーズ
- 和英・英和えじてん、ちずえほんシリーズ

など